# Имре Над
Имре Над (в по-старата литература Имре Наги, на унгарски: Nagy Imre – Надь Имре) е унгарски политик.

## Биография
Роден е в Капошвар, Унгария на 7 юни 1896 г. в селско семейство. Чирак е при шлосер, преди да бъде мобилизиран в австро-унгарската армия по време на Първата световна война. Служи на Източния фронт. През 1915 г. е пленен от руснаците. Става член на Руската комунистическа партия и се включва в Червената армия. Член е на отряда, който през юли 1918 г. охранява в Екатеринбург бившия цар Николай II и семейството му.
След Първата световна война Над се връща в Унгария и взема участие в правителството на Унгарската съветска република, ръководено фактически от Бела Кун. През 1929 г. отива в Съветския съюз, където се включва в селскостопански изследвания и започва работа в Унгарската секция на Коминтерна. По времето, когато Над пребивава в Съветския съюз, много комунисти, които не са родом от СССР, са арестувани и екзекутирани от съветската власт. Бела Кун също изчезва в средата на 1930-те години. Това поражда паника у много унгарски комунисти и те емигрират. По това време Над става агент на съветските тайни служби. Спира да им служи в края на 1940-те години.
След войната Над се връща в Унгария. Като експерт по проблемите на селското стопанство, взима участие в комунистическото правителство като министър на земеделието. За 2 години е министър-председател, през които прокарва своя „нов курс“. Съпартийците му не одобряват либералните тенденции, които внася. Наги е принуден да отстъпи и е изключен от комунистическата партия, в която първи секретар е Матяш Ракоши.
Над става министър-председател отново по време на антисъветската революция през 1956 г. На 31 октомври той обявява, че Унгария се оттегля от Варшавския договор и на 1 ноември се обръща към Обединените нации и по-точно към САЩ и Великобритания да признаят Унгария за независима. След потушаването на бунта от съветските войски Над се скрива в Югославското посолство. Арестуван е на 22 ноември и е прехвърлен в Румъния. Върнат е в Будапеща и след таен процес е обесен на 16 юни 1958 г. Погребан е със съмишлениците му извън Будапеща. Достъпът до гробовете е забранен до 1989 г.